# Teän
Teän ([ˈtiː.ən], kornisch) gehört zu den Scilly-Inseln und liegt 1,5 km westlich von Tresco und 300 m östlich von St. Martin’s entfernt. Die 16 Hektar große, unbewohnte Insel ist gekennzeichnet durch Geschiebemergel und Findlinge aus der letzten Eiszeit. Granitblöcke bilden den Great Hill, mit 40 m über dem Meeresspiegel höchster Punkt der Insel.
Das Eiland ist eine Area of Outstanding Natural Beauty und wird durch den Isles of Scilly Wildlife Trust verwaltet.
Steinfiguren und Steingräber lassen auf eine Besiedlung schon in der Bronzezeit schließen. Bei Ebbe sind zudem Mauerreste aus der romano-britischen Kultur zu sehen. In späterer Zeit wurde die Insel offenbar verlassen und bis in die Mitte des zwanzigsten Jahrhunderts als Weideplatz genutzt.

## Flora und Fauna
Teän ist eine Site of Special Scientific Interest (SSSI). Neben sehr seltenen Nelkengewächsen, Kali-Salzkrauten und Hülsenfrüchtlern hat die Insel eine weitere große Pflanzenvielfalt. Adlerfarn, Deutsches Weidelgras, Wiesen-Klee, Feld-Klee, Schwarze Flockenblume, Strand-Grasnelke und Leimkräuter sind hier heimisch. Des Weiteren finden sich für die Scilly-Inseln typische Tierarten wie Papageitaucher, Dreizehenmöwen, Silbermöwen, Heringsmöwen, Mantelmöwen und die für Großbritannien äußerst seltene Rotbärtige Sklavenameise.